# 曾道唯
曾道唯（1573年—1648年），字元魯，號自菴，广东南海县人，明末政治人物，進士出身。

## 生平
明万历三十七年（1609年）己酉科廣東鄉試舉人，三十八年（1610年）联登庚辰科进士。万历四十三年（1615年）发生张差梃击案，授刑部主事，转郎中。刑部会同十三司官员举行会审，曾道唯参与。出参常镇兵备，转山东按察使，寻以病归。天啓间起江西右布政，兵备抚州。时巨珰魏忠贤用事，道唯力辞不就。崇祯间起浙江右辖，调湖广左辖。时楚藩禄米外，庶宗口粮悉多虚伪，道唯厘剔滥冒，岁省公帑数万金。晋都察院左都御史，以父九十在堂，陈情终养归。防广郡荒旱，捐助赈济，乡人赖焉。先是南海县向有定弓加赋，道唯与兵部侍郎郭尚宾等公揭两府疏，除以他邑沙坦抵额，民困苏焉。居乡非公不谒当涂，歷方伯，陟卿贰，如一日。明隆武二年（1646年）他在广州拥立唐王朱聿𨮁即位，年号绍武，被任命为东阁大学士。清军南下，攻克广州，绍武政权灭亡，曾道唯降清。永历二年（1648），李成栋反清复明，召用曾道唯，未至而卒。暮年究心医术，得养生法，卒年七十六。有《介石斋诗稿》传世。